# Senario giambico
Il senario giambico è un verso della poesia latina formato da sei metra giambici, ciascuno formato a sua volta da un piede giambico. Derivato dal trimetro giambico greco, fu in prevalenza utilizzato nel teatro latino arcaico tragico e comico (Plauto e Terenzio), dove fu poi sostituito dal trimetro giambico latino. In epoca classica fu adoperato da Fedro nella stesura delle sue Fabulae, per poi scomparire quasi definitivamente; è infatti attestato solo in un passo di Apuleio e nel Ludus septem sapientium di Decimo Magno Ausonio. Lo schema metrico è il seguente:
A differenza del trimetro giambico, il senario è formato da sei metra costituiti da un unico piede giambico, ed è dunque definibile come un verso costruito κατὰ πόδα (katà pòda).
Nei primi cinque piedi la sillaba breve del giambo ovvero l'elemento dispari, è ancipite, rappresentata dal simbolo X, e pertanto può essere sostituita da una lunga "irrazionale" o da due brevi; la lunga del giambo (elemento pari) invece può essere risolta solo dalle due brevi equivalenti (sostituzione razionale). Gli elementi pari guidano il ritmo del verso "di tipo ascendente", e corrispondono ai cosiddetti tempi forti.
Pertanto ognuno dei primi cinque piedi del senario può assumere uno di questi aspetti:
- ∪ —′: giambo puro
- — —′: giambo con lunga irrazionale in posizione debole (apparente spondeo)
- ∪∪ ∪′∪: giambo con lunga irrazionale in posizione debole, risolta in due brevi e con lunga in posizione forte risolta in due brevi (schema "proceleusmatico"); è una soluzione rara, in Fedro ricorre solo in prima sede.
- ∪ ∪′∪: giambo con lunga in posizione forte, risolta in due brevi - schema apparente tribraco
- — ∪′∪: giambo con la breve in posizione debole allungata irrazionalmente, e con la lunga in posizione forte sciolta in due brevi - schema apparente dattilo.
- ∪∪ —′: giambo con la breve di posizione debole allungata irrazionalmente, e poi sciolta in due brevi - schema apparente anapesto.

Particolarmente rigide sono le regole metriche adottate, nell'utilizzo del senario giambico, da Fedro, che si rifece alle regole della versificazione giambico-trocaica cui aggiunse alcune particolari restrizioni supplementari e l'uso diffuso della cesura semiquinaria, raramente sostituita dalla semisettenaria.